# Вознесенский район (Николаевская область)

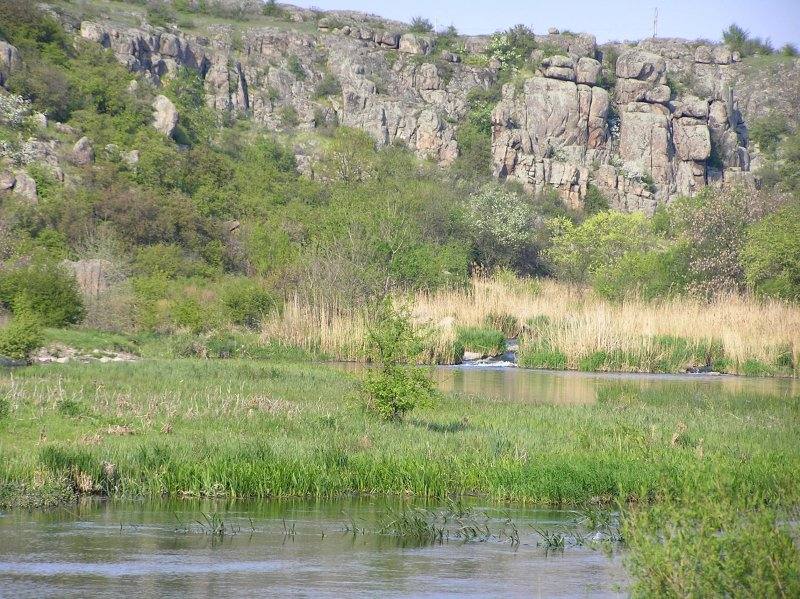
Актовский каньон

Вознесенский район (укр. Вознесенський район) — административно-территориальная единица Николаевской области Украины. Административный центр — город Вознесенск.

## География
Площадь — 6152,7 км² (в старых границах до 2020 года — 1392 км²).
Основные реки — Южный Буг, Мертвовод, Арбузинка, Гнилой Еланец. На территории района расположен региональный ландшафтный парк «Гранитно-Степное Побужье».

## Население
Численность населения района в укрупнённых границах — 182,5 тыс. человек.
Численность населения района в границах до 17 июля 2020 года по состоянию на 1 января 2020 года — 29 241 человек, из них городского населения — 5 139 человек (пгт Александровка), сельского — 24 102 человека.
Национальный состав населения по данным переписи 2001 года:
| Национальность | Количество человек | Процент |
| -------------- | ------------------ | ------- |
| украинцы       | 32321              | 89,20%  |
| русские        | 2282               | 6,30 %  |
| молдаване      | 935                | 2,58 %  |
| белорусы       | 157                | 0,43 %  |
| корейцы        | 108                | 0,30 %  |
| другие         | 432                | 1,19 %  |

Языковой состав населения по данным переписи 2001 года:
| Язык        | Количество человек | Процент |
| ----------- | ------------------ | ------- |
| украинский  | 32455              | 89,57 % |
| русский     | 2980               | 8,22 %  |
| молдавский  | 555                | 1,53 %  |
| цыганский   | 57                 | 0,16 %  |
| белорусский | 56                 | 0,15 %  |
| другие      | 132                | 0,36 %  |

## Административное устройство
Район в укрупнённых границах с 17 июля 2020 года делится на 13 территориальных общин (громад), в том числе 2 городские, 5 поселковых и 6 сельских общин (в скобках — их административные центры):
- Городские:
  - Вознесенская городская община (город Вознесенск),
  - Южноукраинская городская община (город Южноукраинск);
- Поселковые:
  - Александровская поселковая община (пгт Александровка),
  - Братская поселковая община[укр.] (пгт Братское),
  - Веселиновская поселковая община (пгт Веселиново),
  - Доманёвская поселковая община (пгт Доманёвка),
  - Еланецкая поселковая община (пгт Еланец);
- Сельские:
  - Бугская сельская община (село Бугское),
  - Дорошовская сельская община (село Дорошовка),
  - Мостовская сельская община (село Мостовое),
  - Новомарьевская сельская община (село Новомарьевка),
  - Прибужановская сельская община (село Прибужаны),
  - Прибужская сельская община (село Прибужье).

### Населённые пункты
Список населённых пунктов района находится внизу страницы
Ликвидированы:
- c. Богдановка (укр. Богданівка), ликв. в 70-х годах
- с. Дружелюбовка (укр. Дружелюбівка), ликв. в 70-х годах
- с. Зелёный Яр (укр. Зелений Яр), ликв. в 80-х годах
- с. Кременчуг (укр. Кременчук), ликв. 27.06.1989 г.
- с. Раздол (укр. Розділ), ликв. в 70-х годах
- с. Родники (укр. Родники), ликв. в 70-х годах
- с. Тидрик (укр. Тидрик), ликв. 30.05.1997 г.
- с. Цветково (укр. Цвіткове), ликв. 27.05.2005 г.
- с. Чернозёмка (укр. Чорноземка), ликв. 30.05.1997 г.

## История
Район образован в УССР в 1923 году.
17 июля 2020 года в результате административно-территориальной реформы район был укрупнён, в его состав вошли территории:
- Вознесенского района,
- Братского района,
- Доманёвского района,
- Еланецкого района,
- Веселиновского района,
- а также городов областного значения Вознесенск и Южноукраинск.